# Europees kampioenschap voetbal onder 16 - 2001
Het negentiende Europees kampioenschap voetbal onder 16 werd gehouden van 22 april tot en met 6 mei 2001 in Engeland. Het toernooi werd voor de zesde keer gewonnen door Spanje. In de finale werd Frankrijk met 1–0 verslagen. Kroatië werd derde.
Teams hadden voor dit toernooi ook de kans om zich te kwalificeren voor het wereldkampioenschap onder 17 in 2001 in Trinidad en Tobago, dat al enkele maanden na dit toernooi zou beginnen. De beste drie teams van dit toernooi konden zich voor hiervoor kwalificeren. Dit waren Kroatië, Spanje en Frankrijk.

## Kwalificatie
| Land        | Gekwalificeerd als           | Aantal deelnames |
| ----------- | ---------------------------- | ---------------- |
| Engeland    | Gastland                     | 8e               |
| Frankrijk   | Winnaar kwalificatiegroep 1  | 12e              |
| Zwitserland | Winnaar kwalificatiegroep 2  | 9e               |
| België      | Winnaar kwalificatiegroep 3  | 7e               |
| Hongarije   | Winnaar kwalificatiegroep 4  | 9e               |
| Kroatië     | Winnaar kwalificatiegroep 5  | 4e               |
| Italië      | Winnaar kwalificatiegroep 6  | 11e              |
| Duitsland   | Winnaar kwalificatiegroep 7  | 15e              |
| Roemenië    | Winnaar kwalificatiegroep 8  | 8e               |
| Turkije     | Winnaar kwalificatiegroep 9  | 7e               |
| Rusland     | Winnaar kwalificatiegroep 10 | 6e               |
| Nederland   | Winnaar kwalificatiegroep 11 | 7e               |
| Spanje      | Winnaar kwalificatiegroep 12 | 16e              |
| Finland     | Winnaar kwalificatiegroep 13 | 8e               |
| Schotland   | Winnaar kwalificatiegroep 14 | 9e               |
| Polen       | Winnaar kwalificatiegroep 15 | 9e               |

## Groepsfase

### Groep A
| Pos. | Land      | GW | W | G | V | DV | DT | +/− | Ptn. |
| ---- | --------- | -- | - | - | - | -- | -- | --- | ---- |
| 1    | Spanje    | 3  | 2 | 0 | 1 | 8  | 2  | +6  | 6    |
| 2    | Duitsland | 3  | 2 | 0 | 1 | 11 | 4  | +7  | 6    |
| 3    | België    | 3  | 2 | 0 | 1 | 4  | 6  | –2  | 6    |
| 4    | Roemenië  | 3  | 0 | 0 | 3 | 2  | 13 | –11 | 0    |

|                     |          |              |                                  |                                                                |
| 22 april 2001 15:00 | Roemenië | 0–3          | Spanje                           | New Ferens Park, Durham Scheidsrechter: Dimitar Dimitrov (BUL) |
| 22 april 2001 15:00 |          | Externe link | 27' Melli 33' Gavilán 59' Torres | New Ferens Park, Durham Scheidsrechter: Dimitar Dimitrov (BUL) |

|                     |                |              |                                  |                         |
| 22 april 2001 18:30 | Duitsland      | 1–2          | België                           | New Ferens Park, Durham |
| 22 april 2001 18:30 | Trochowski 90' | Externe link | ?' Coveliers 79' Vandendriessche | New Ferens Park, Durham |

|                     |                              |              |                                                                                |                      |
| 24 april 2001 18:30 | Roemenië                     | 2–8          | Duitsland                                                                      | Feethams, Darlington |
| 24 april 2001 18:30 | Velcovici ?' Oprea ?' (pen.) | Externe link | ?' Odonkor ?' Trochowski ?', ?', ?' Kılıçaslan ?' Petereit ?' Ochs ?' Madejski | Feethams, Darlington |

|                     |                                                |              |        |                                                                 |
| 24 april 2001 18:30 | Spanje                                         | 5–0          | België | New Ferens Park, Durham Scheidsrechter: Grzegorz Gilewski (POL) |
| 24 april 2001 18:30 | Flaño 2' Torres 10', 38' Gavilán 50' Bauzà 62' | Externe link |        | New Ferens Park, Durham Scheidsrechter: Grzegorz Gilewski (POL) |

|                     |                                  |              |          |                        |
| 26 april 2001 18:30 | België                           | 2–0          | Roemenië | Billington, Billingham |
| 26 april 2001 18:30 | Goessens 33' Vandendriessche 54' | Externe link |          | Billington, Billingham |

|                     |        |              |                                |                                                                                    |
| 26 april 2001 18:30 | Spanje | 0–2          | Duitsland                      | New Ferens Park, Durham Toeschouwers: 200 Scheidsrechter: Athanasios Briakos (GRE) |
| 26 april 2001 18:30 |        | Externe link | 15' Trochowski 58' Di Gregorio | New Ferens Park, Durham Toeschouwers: 200 Scheidsrechter: Athanasios Briakos (GRE) |

### Groep B
| Pos. | Land      | GW | W | G | V | DV | DT | +/− | Ptn. |
| ---- | --------- | -- | - | - | - | -- | -- | --- | ---- |
| 1    | Turkije   | 3  | 2 | 0 | 1 | 3  | 2  | +1  | 6    |
| 2    | Rusland   | 3  | 1 | 2 | 0 | 1  | 0  | +1  | 5    |
| 3    | Nederland | 3  | 1 | 1 | 1 | 2  | 1  | +1  | 4    |
| 4    | Polen     | 3  | 0 | 1 | 2 | 1  | 4  | –3  | 1    |

|                     |           |              |            |                            |
| 23 april 2001 18:30 | Nederland | 0–1          | Turkije    | South Leeds Stadium, Leeds |
| 23 april 2001 18:30 |           | Externe link | 57' Dündar | South Leeds Stadium, Leeds |

|                     |              |     |         |                                                                                    |
| 23 april 2001 18:30 | Polen        | 0–0 | Rusland | Boothferry Park, Hull Toeschouwers: 1.125 Scheidsrechter: Athanasios Briakos (GRE) |
| 23 april 2001 18:30 | Externe link |     |         | Boothferry Park, Hull Toeschouwers: 1.125 Scheidsrechter: Athanasios Briakos (GRE) |

|                     |                |              |       |                        |
| 25 april 2001 18:30 | Nederland      | 2–0          | Polen | Bootham Crescent, York |
| 25 april 2001 18:30 | De Haan ?', ?' | Externe link |       | Bootham Crescent, York |

|                     |         |              |          |                                                                          |
| 25 april 2001 18:30 | Turkije | 0–1          | Rusland  | Boothferry Park, Hull Toeschouwers: 746 Scheidsrechter: Alon Yefet (ISR) |
| 25 april 2001 18:30 |         | Externe link | 36' Gerk | Boothferry Park, Hull Toeschouwers: 746 Scheidsrechter: Alon Yefet (ISR) |

|                     |              |     |           |                                                                               |
| 27 april 2001 18:30 | Rusland      | 0–0 | Nederland | Bootham Crescent, York Toeschouwers: 689 Scheidsrechter: Martin Hansson (SWE) |
| 27 april 2001 18:30 | Externe link |     |           | Bootham Crescent, York Toeschouwers: 689 Scheidsrechter: Martin Hansson (SWE) |

|                     |                      |              |             |                            |
| 27 april 2001 18:30 | Turkije              | 2–1          | Polen       | South Leeds Stadium, Leeds |
| 27 april 2001 18:30 | Sezgin 37' Sabri 43' | Externe link | 68' Wasicki | South Leeds Stadium, Leeds |

### Groep C
| Pos. | Land        | GW | W | G | V | DV | DT | +/− | Ptn. |
| ---- | ----------- | -- | - | - | - | -- | -- | --- | ---- |
| 1    | Engeland    | 3  | 2 | 0 | 1 | 4  | 3  | +1  | 6    |
| 2    | Italië      | 3  | 1 | 1 | 1 | 7  | 6  | +1  | 3    |
| 3    | Zwitserland | 3  | 1 | 1 | 1 | 3  | 4  | –1  | 4    |
| 4    | Hongarije   | 3  | 1 | 0 | 2 | 5  | 6  | –1  | 3    |

|                     |                 |              |                  |                                                                             |
| 22 april 2001 15:00 | Zwitserland     | 2–1          | Hongarije        | The Shay, Halifax Toeschouwers: 150 Scheidsrechter: Grzegorz Gilewski (POL) |
| 22 april 2001 15:00 | Tsimba 49', 56' | Externe link | 27' (pen.) Kanta | The Shay, Halifax Toeschouwers: 150 Scheidsrechter: Grzegorz Gilewski (POL) |

|                     |           |              |                                 |                         |
| 22 april 2001 16:00 | Engeland  | 1–3          | Italië                          | Bramall Lane, Sheffield |
| 22 april 2001 16:00 | Welsh 22' | Externe link | 60' Facchinetti 64', ?' Pazzini | Bramall Lane, Sheffield |

|                     |                               |              |             |                                                                                                  |
| 24 april 2001 18:30 | Engeland                      | 2–0          | Zwitserland | Alfred McAlpine Stadium, Huddersfield Toeschouwers: 2.651 Scheidsrechter: Dimitar Dimitrov (BUL) |
| 24 april 2001 18:30 | E. Johnson 56' Schumacher 79' | Externe link |             | Alfred McAlpine Stadium, Huddersfield Toeschouwers: 2.651 Scheidsrechter: Dimitar Dimitrov (BUL) |

|                     |                         |              |                                     |                          |
| 24 april 2001 18:30 | Italië                  | 3–4          | Hongarije                           | Wetherby Road, Harrogate |
| 24 april 2001 18:30 | Lodi 30', ?' Pazzini ?' | Externe link | 20', ?' Kanta ?' Müller 76' Horváth | Wetherby Road, Harrogate |

|                     |           |              |               |                                                           |
| 26 april 2001 18:30 | Hongarije | 0–1          | Engeland      | Alfred McAlpine Stadium, Huddersfield Toeschouwers: 3.440 |
| 26 april 2001 18:30 |           | Externe link | ?' G. Johnson | Alfred McAlpine Stadium, Huddersfield Toeschouwers: 3.440 |

|                     |          |              |             |                                                                                 |
| 26 april 2001 18:30 | Italië   | 1–1          | Zwitserland | South Leeds Stadium, Leeds Toeschouwers: 750 Scheidsrechter: Siniša Zrnić (BIH) |
| 26 april 2001 18:30 | Lodi 22' | Externe link | 43' Gasche  | South Leeds Stadium, Leeds Toeschouwers: 750 Scheidsrechter: Siniša Zrnić (BIH) |

### Groep D
| Pos. | Land      | GW | W | G | V | DV | DT | +/− | Ptn. |
| ---- | --------- | -- | - | - | - | -- | -- | --- | ---- |
| 1    | Frankrijk | 3  | 3 | 0 | 0 | 11 | 0  | +11 | 9    |
| 2    | Kroatië   | 3  | 2 | 0 | 1 | 3  | 3  | 0   | 6    |
| 3    | Schotland | 3  | 1 | 0 | 2 | 3  | 5  | –2  | 3    |
| 4    | Finland   | 3  | 0 | 0 | 3 | 1  | 10 | –9  | 0    |

|                     |                                        |              |           |                                                                              |
| 23 april 2001 18:30 | Frankrijk                              | 3–0          | Schotland | Oakwell Stadium, Barnsley Toeschouwers: 703 Scheidsrechter: Alon Yefet (ISR) |
| 23 april 2001 18:30 | Sinama Pongolle 14', 54' Le Tallec 75' | Externe link |           | Oakwell Stadium, Barnsley Toeschouwers: 703 Scheidsrechter: Alon Yefet (ISR) |

|                     |                   |              |         |                                                                                      |
| 23 april 2001 18:30 | Kroatië           | 2–0          | Finland | Glanford Park, Scunthorpe Toeschouwers: 731 Scheidsrechter: Kristinn Jakobsson (ISL) |
| 23 april 2001 18:30 | Kranjčar 45', 67' | Externe link |         | Glanford Park, Scunthorpe Toeschouwers: 731 Scheidsrechter: Kristinn Jakobsson (ISL) |

|                     |                                      |              |         |                                                                              |
| 25 april 2001 18:30 | Frankrijk                            | 3–0          | Kroatië | Wetherby Road, Harrogate Toeschouwers: 289 Scheidsrechter: Andy D'Urso (ENG) |
| 25 april 2001 18:30 | Sinama Pongolle 37', 55', 64' (pen.) | Externe link |         | Wetherby Road, Harrogate Toeschouwers: 289 Scheidsrechter: Andy D'Urso (ENG) |

|                     |                                            |     |              |                                                                                  |
| 25 april 2001 18:30 | Schotland                                  | 3–1 | Finland      | Oakwell Stadium, Barnsley Toeschouwers: 538 Scheidsrechter: Martin Hansson (SWE) |
| 25 april 2001 18:30 | Weir 31' McLaughlin 54' (pen.) Beattie 57' |     | 76' Peltonen | Oakwell Stadium, Barnsley Toeschouwers: 538 Scheidsrechter: Martin Hansson (SWE) |

|                     |         |              |                                         |                                                              |
| 27 april 2001 18:30 | Finland | 0–5          | Frankrijk                               | Blundell Park, Grimsby Scheidsrechter: Alexandru Tudor (ROU) |
| 27 april 2001 18:30 |         | Externe link | ?', ?' Le Tallec ?' Sofiane ?', ?' Grax | Blundell Park, Grimsby Scheidsrechter: Alexandru Tudor (ROU) |

|                     |           |              |              |                                                                              |
| 27 april 2001 18:30 | Schotland | 0–1          | Kroatië      | Sandy Lane, Worksop Toeschouwers: 150 Scheidsrechter: Dimitar Dimitrov (BUL) |
| 27 april 2001 18:30 |           | Externe link | 40' Grivičić | Sandy Lane, Worksop Toeschouwers: 150 Scheidsrechter: Dimitar Dimitrov (BUL) |

## Knock-outfase
|  | kwartfinale              | kwartfinale       |                       |       | halve finale   | halve finale   |   |  | finale | finale |
|  |                          |                   |                       |       |                |                |   |  |        |        |
|  | 29 april – Sunderland    |                   |                       |       |                |                |   |  |        |        |
|  |                          |                   |                       |       |                |                |   |  |        |        |
|  | Spanje                   | 1 (4)             |                       |       |                |                |   |  |        |        |
|  | Spanje                   | 1 (4)             | 3 mei – Middlesbrough |       |                |                |   |  |        |        |
|  | Italië                   | 1 (3)             |                       |       |                |                |   |  |        |        |
|  | Italië                   | 1 (3)             | Spanje                | 3     |                |                |   |  |        |        |
|  | 30 april – Scunthorpe    |                   | Spanje                | 3     |                |                |   |  |        |        |
|  |                          | Kroatië           | 0                     |       |                |                |   |  |        |        |
|  | Turkije                  | Kroatië           | 0                     | 0     |                |                |   |  |        |        |
|  | Turkije                  |                   | 6 mei – Sunderland    | 0     |                |                |   |  |        |        |
|  | Kroatië                  | 2                 |                       |       |                |                |   |  |        |        |
|  | Kroatië                  | 2                 | Spanje                | 1     |                |                |   |  |        |        |
|  | 29 april – Middlesbrough |                   | Spanje                | 1     |                |                |   |  |        |        |
|  |                          | Frankrijk         | 0                     |       |                |                |   |  |        |        |
|  | Engeland                 | Frankrijk         | 0                     | 1 (5) |                |                |   |  |        |        |
|  | Engeland                 | 3 mei – Newcastle |                       | 1 (5) |                |                |   |  |        |        |
|  | Duitsland                | 1 (3)             |                       |       |                |                |   |  |        |        |
|  | Duitsland                | 1 (3)             | Engeland              | 0     | derde plaats   | derde plaats   |   |  |        |        |
|  | 30 april – York          |                   | Engeland              | 0     | derde plaats   | derde plaats   |   |  |        |        |
|  |                          | Frankrijk         | 4                     |       | 6 mei – Durham | 6 mei – Durham |   |  |        |        |
|  | Rusland                  | Frankrijk         | 4                     | 0     | 6 mei – Durham | 6 mei – Durham |   |  |        |        |
|  | Rusland                  |                   |                       |       |                | Kroatië        | 4 |  |        |        |
|  | Frankrijk                | 2                 |                       |       |                | Kroatië        | 4 |  |        |        |
|  | Frankrijk                | 2                 | Engeland              | 0     |                |                |   |  |        |        |
|  |                          |                   | Engeland              | 0     |                |                |   |  |        |        |

### Kwartfinale
|                     |                           |              |                                              |                                                                                  |
| 29 april 2001 15:00 | Spanje                    | 1–1          | Italië                                       | Stadium of Light, Sunderland Toeschouwers: 500 Scheidsrechter: Andy D'Urso (ENG) |
| 29 april 2001 15:00 | Torres 26' (pen.)         | Externe link | 46' Belotti                                  | Stadium of Light, Sunderland Toeschouwers: 500 Scheidsrechter: Andy D'Urso (ENG) |
| 29 april 2001 15:00 | Strafschoppen             |              |                                              | Stadium of Light, Sunderland Toeschouwers: 500 Scheidsrechter: Andy D'Urso (ENG) |
| 29 april 2001 15:00 | Senel Carlos Melli Torres | 4–3          | Belotti Aquilani Mantovani De Crescenzo Lodi | Stadium of Light, Sunderland Toeschouwers: 500 Scheidsrechter: Andy D'Urso (ENG) |

|                     |                                          |              |           |                                                                                               |
| 29 april 2001 15:00 | Engeland                                 | 1–1          | Duitsland | Riverside Stadium, Middlesbrough Toeschouwers: 4.138 Scheidsrechter: Kristinn Jakobsson (ISL) |
| 29 april 2001 15:00 | Samba 66'                                | Externe link | 68' Laas  | Riverside Stadium, Middlesbrough Toeschouwers: 4.138 Scheidsrechter: Kristinn Jakobsson (ISL) |
| 29 april 2001 15:00 | Strafschoppen                            |              |           | Riverside Stadium, Middlesbrough Toeschouwers: 4.138 Scheidsrechter: Kristinn Jakobsson (ISL) |
| 29 april 2001 15:00 | Schumacher Welsh Westcarr Bowditch Hoyte | 5–3          | Berkigt   | Riverside Stadium, Middlesbrough Toeschouwers: 4.138 Scheidsrechter: Kristinn Jakobsson (ISL) |

|                   |         |              |                     |                                                                                |
| 30 mei 2001 18:30 | Turkije | 0–2          | Kroatië             | Glanford Park, Scunthorpe Toeschouwers: 1.679 Scheidsrechter: Alon Yefet (ISR) |
| 30 mei 2001 18:30 |         | Externe link | 43' Prijić 66' Čale | Glanford Park, Scunthorpe Toeschouwers: 1.679 Scheidsrechter: Alon Yefet (ISR) |

|                   |                 |              |         |                                                                             |
| 30 mei 2001 18:30 | Frankrijk       | 2–0          | Rusland | Bootham Crescent, York Toeschouwers: 557 Scheidsrechter: Eddy Maillet (SEY) |
| 30 mei 2001 18:30 | Meghni 23', 57' | Externe link |         | Bootham Crescent, York Toeschouwers: 557 Scheidsrechter: Eddy Maillet (SEY) |

### Halve finale
|                  |                           |              |         |                                                                                       |
| 3 mei 2001 18:30 | Spanje                    | 3–0          | Kroatië | Riverside Stadium, Middlesbrough Toeschouwers: 5.300 Scheidsrechter: Alon Yefet (ISR) |
| 3 mei 2001 18:30 | Torres 47', 70' Senel 53' | Externe link |         | Riverside Stadium, Middlesbrough Toeschouwers: 5.300 Scheidsrechter: Alon Yefet (ISR) |

|                  |          |              |                                           |                                                                                         |
| 3 mei 2001 18:30 | Engeland | 0–4          | Frankrijk                                 | St. James' Park, Newcastle Toeschouwers: 30.160 Scheidsrechter: Grzegorz Gilewski (POL) |
| 3 mei 2001 18:30 |          | Externe link | 2', 77' Le Tallec 4', 72' Sinama Pongolle | St. James' Park, Newcastle Toeschouwers: 30.160 Scheidsrechter: Grzegorz Gilewski (POL) |

### Troostfinale
|                  |                                              |              |                |                                                                                |
| 6 mei 2001 12:00 | Kroatië                                      | 4–1          | Engeland       | New Ferens Park, Durham Toeschouwers: 400 Scheidsrechter: Martin Hansson (SWE) |
| 6 mei 2001 12:00 | Ružak 7' Papa 17' Grgurović 70' Grivičić 77' | Externe link | 57' G. Johnson | New Ferens Park, Durham Toeschouwers: 400 Scheidsrechter: Martin Hansson (SWE) |

### Finale
|                  |           |              |                   |                                                                                     |
| 6 mei 2001 15:00 | Frankrijk | 0–1          | Spanje            | Stadium of Light, Sunderland Toeschouwers: 31.100 Scheidsrechter: Andy D'Urso (ENG) |
| 6 mei 2001 15:00 |           | Externe link | 76' (pen.) Torres | Stadium of Light, Sunderland Toeschouwers: 31.100 Scheidsrechter: Andy D'Urso (ENG) |